# Weizhou

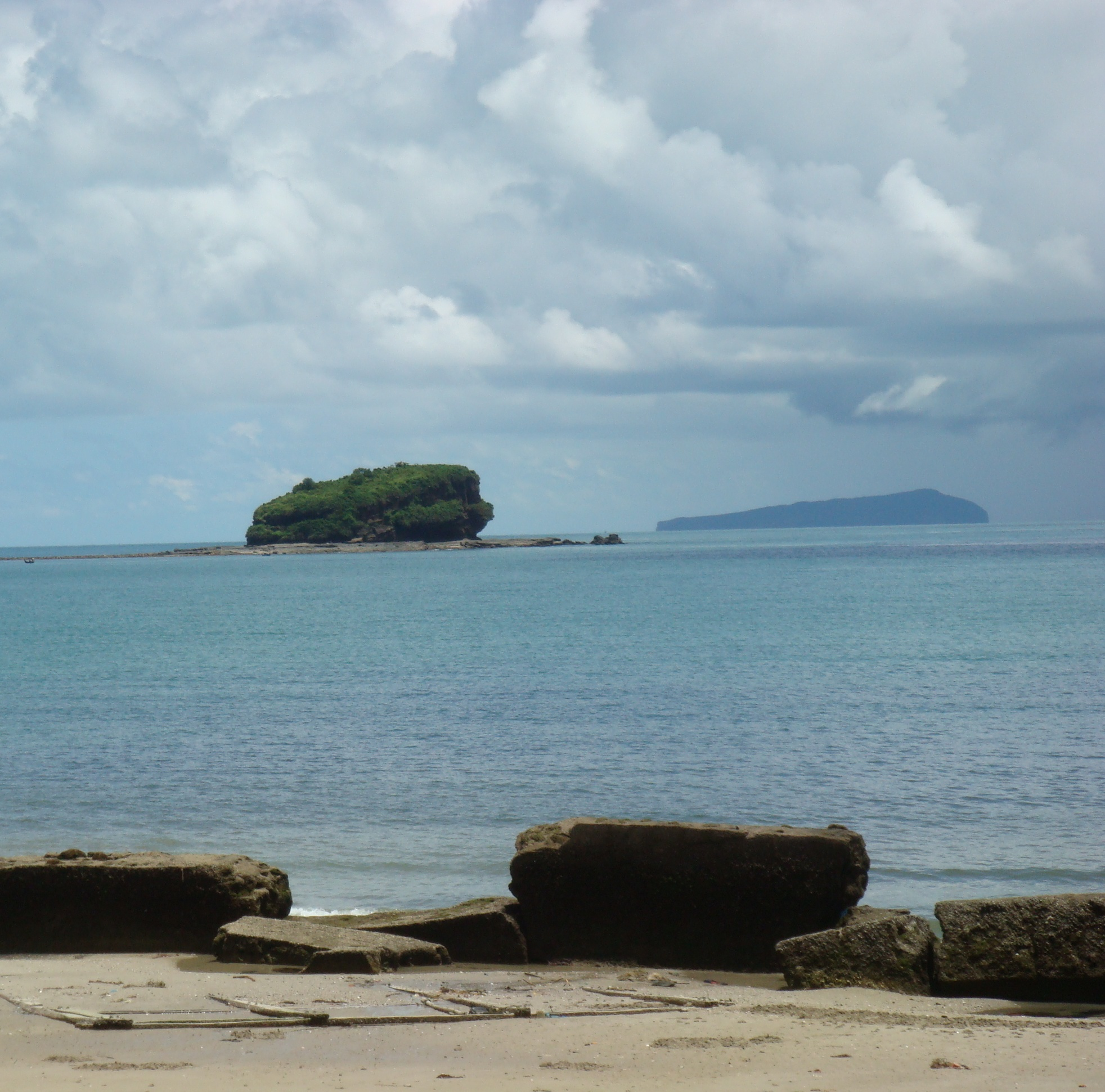
La Roccia dei Maiali e l'isola di Xieyang dall'isola di Weizhou

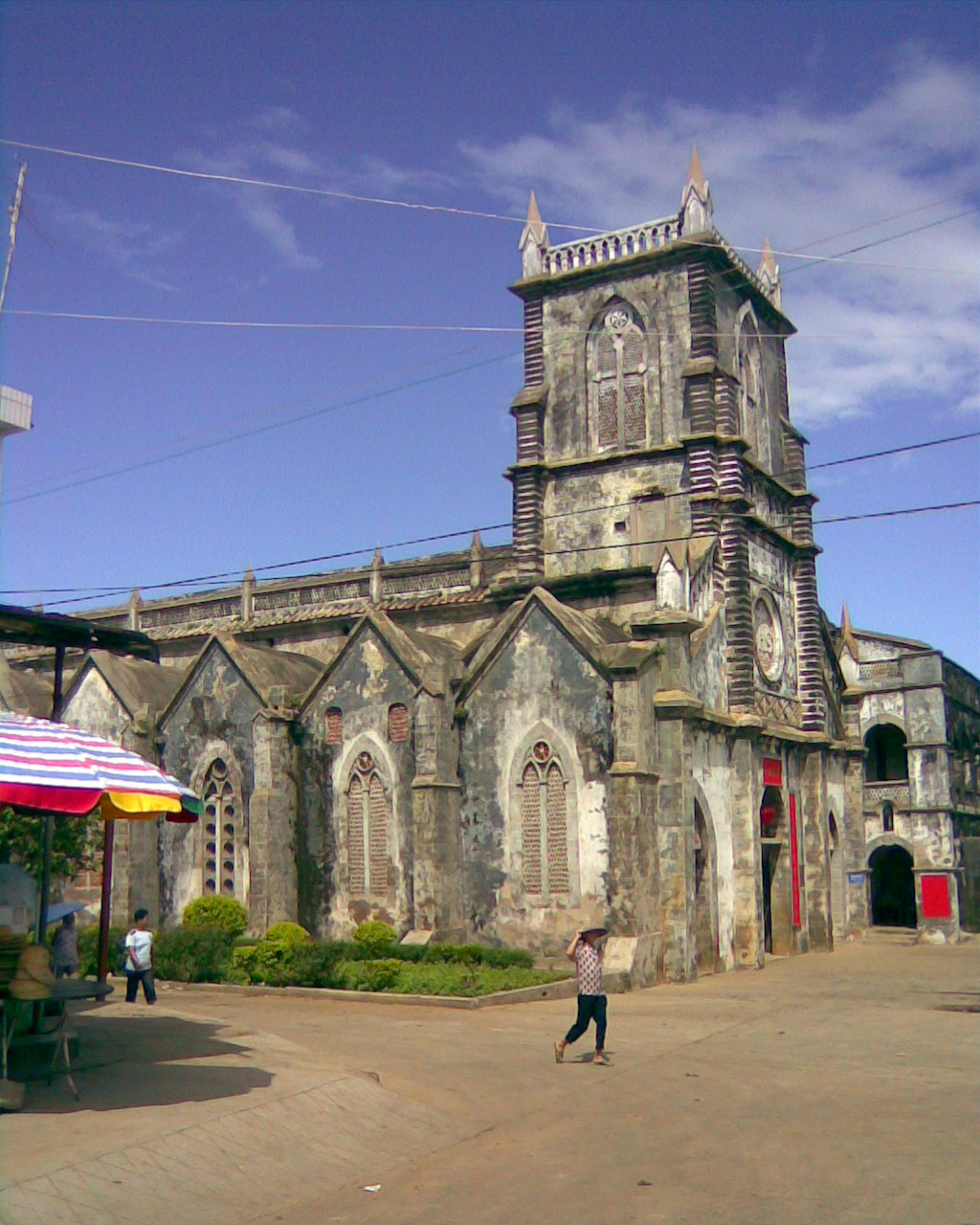
Chiesa nel villaggio di Shengtang

Weizhou (潿洲島T, 涠洲岛S, Wéizhōu DǎoP) è un'isola cinese nel golfo del Tonchino. L'isola più grande della provincia di Guangxi, Weizhou si trova ad ovest della penisola di Leizhou, a sud di Beihai e ad est del Vietnam. Amministrativamente, fa parte della città di Weizhou, nel distretto di Haicheng della città di Beihai.

## Geografia
La sua lunghezza nord-sud è 6,5 km, est-ovest 6 km. La costa è lunga 15,6 km, di cui da 6 a 10 km di spiaggia sabbiosa. Weizhou si innalza a sud, dove è localizzato il porto di Nanwan (cinese: 南灣港; pinyin: nánwān gǎng). Barriere coralline sono state stabilite intorno all'isola. 
- Temperatura media annua: 22,6 °C
- Precipitazione: 1.380 mm

## Geologia

### Prima della nascita dell'isola
Weizhou Dao è la più giovane isola vulcanica della Cina. La sua origine proviene probabilmente da un pennacchio del mantello che sorse 50-32 milioni di anni fa, come risultato della collisione della placca indiana ed eurasiatica. Quando il pennacchio raggiunse l'astenosfera, contribuì a creare il mar Cinese Meridionale mediante il flusso laterale del pennacchio. Un'evidenza che il pennacchio esiste ancora è che molto del basalto è fin dal Pliocene eruttato nel mar Cinese meridionale e nelle aree ad esso adiacenti, ad esempio i vulcani di Yandunling 烟墩岭) e Yantouling (烟头岭), il gruppo vulcanico di Leiqiong (雷琼), Weizhou Dao e Xieyang Dao.
Il mantello sotto l'isola di Weizhou ha una temperatura media di 1.661 °C, che è tra i valori corrispondenti del punto caldo delle Hawaii e del punto caldo dell'Islanda.

### La nascita dell'isola
Ci sono stati quattro periodi di attività vulcanica sul sito, la prima avvenuta nel primo Pleistocene, quando cominciò ad eruttare dal fondo del mare principalmente cenere.
La seconda volta, fra 9-225 milioni di anni fa, iniziò con eruzioni di magma basaltico, e finì cn eruzioni piroclastiche. Questa fu la volta con le più pesanti eruzioni su Weizhou e Xieyang.
La terza volta cominciò con grandi quantità di bombe vulcaniche e finì con magma basaltico: questo si ebbe tra 200.000 e 15.000 anni fa.
La quarta volta, da 10.000 a 7.100 anni fa, accaddero alcune eruzioni intermittenti, in primo luogo principalmente con bombe vulcaniche, e alla fine cenere vulcanica.

## Storia
Dal 1869 al 1879, i Francesi costruirono una chiesa cattolica di 15 metri in stile gotico nel villaggio di Shengtang (cinese: 盛塘村; pinyin: shèngtáng cūn) a Weizhou. La chiesa di Weizhou Chengzai (城仔教堂) fu costruita nel 1880, sempre da cattolici francesi.

## Fauna
Insieme alla più piccola isola di Xieyang, l'isola di Weizhou è una riserva naturale chiamata Geoparco nazionale del vulcano di Beihai Weizhoudao allo scopo di preservare le sue caratteristiche vulcaniche e proteggere preserve il ricco ecosistema locale che abbraccia 147 specie di uccelli migratori e non, incluse specie a rischio come le spatole dalla faccia nera.
Le acque calme e poco profonde intorno alle due isole hanno mostrato recuperi negli anni recenti, riuscendo a sostenere ed attirare varietà di vita marina dalle barriere coralline alle megafaune che appaiono sempre più spesso, come tarturughe marine, squali bianchi, neofocene, parecchie specie di delfini, incluse le suse indopacifiche, e balenottere di Bryde. Anche una balenottera azzurra apparve nelle acque nel 2017. La Riserva naturale nazionale del dugongo di Hepu, fondata nel 1992, copre le aree limitrofe ed è l'unico santuario per i dugonghi in Cina.